# Бердыш
Берды́ш (пол. berdysz) — длиннодревковый боевой топор, иногда с гвоздевым обухом и с копьём, с очень широким лунообразным лезвием.
Бердыш как холодное или белое оружие, широкий длиннодревковый топор с лезвием в виде полумесяца, различной кривизны, был на вооружении русской пехоты (бердышников) и конных воинов в XV—XVII веках. По сказаниям иностранцев, вооружённые саблями и бердышами военнослужащие русского войска, или «бердышники», считались лучшей пехотой. Практическим аналогом бердыша был западноевропейский бардуций (barducium) и алебарда. По утверждению А. Ф. Вельтмана бердыш перешёл из России на север Европы, где, по свойству готского языка, к слову привесили окончание an: bardis, bardisan; во Франции из этого сделали pertuisane, и слово это позже воротилось на Русь, обратясь в протазан.

## Устройство
Тупая часть клинка, предназначенная для насаживания на древко, как и у топоров, называется обухом, край, противоположный лезвию, — тупьём, а оттянутый книзу конец — косицей. В Актах было указано: А велено топорки и бердыши делать с образцов ... и те топорки насадить на долгие топорица, мерою дву аршин. Древко прикрепляется к железу посредством обуха, косицы, гвоздей-заклёпок и ремешков. Ратовище вгоняют в обух, прибивают гвоздями-заклёпками через скважины в обухе. Таких скважин обычно делалось от трёх до 7. Косица прикреплялась к древку двумя — тремя гвоздями и обматывалась в несколько рядов тонким ремешком или верёвкой. Иногда на каждом обороте ремешок прибивался гвоздями. На нижнем конце ратовища насаживался железный наконечник (подток) для упора бердыша в землю. Иногда в полотне бердыша делали множество маленьких отверстий, в которые иногда вставляли кольца. Бердыши конных стрельцов и драгун делались меньших размеров по сравнению с пехотными и имели по два железных кольца на древке для погонного ремня.

## История
Оружие похожей конструкции появилось в Европе довольно рано, и не позднее середины XIII века зафиксировано в миниатюрах рукописных книг. На Руси бердыши появляются в первой половине XV века, и употреблялись только пешими воинами, а позднее получают всеобщее распространение, как характерное оружие стрелецких войск и городской сторожевой охраны. Конными воинами вместо бердыша употреблялся короткий топор. На последний походит и топорок или балта. В «Актах» хозяйства боярина Морозова (1656 год) указано: «И что у них есть ружья́, пищалей и бердышев, и рогатин, и топорков, и то б ружье имали все с собою». Бердышами вооружались посадские люди. В 1667 году в Москве в помощь объезжим головам обязали всех обывателей (кроме духовенства) нести пожарно-сторожевую службу с оружием и заступать в обход в том числе с бердышами.
Крестьянам предписывалось на случай войны хранить оружие, среди которого были и бердыши. Полки нового строя нередко вооружали бердышами, поскольку людям это оружие было привычней. Полотна русских бердышей отличались разнообразной формой, менявшейся со временем. Ранние бердыши XVI века имели одно остриё на верхнем конце древка и топоровидное рубящее лезвие. Лезвие было относительно небольшим — 20—50 см. Позднее, в XVII веке, верхние концы начали часто отковывать в два более коротких острия. Увеличилась и длина лезвия до 60—80 см. Полотна церемониальных бердышей покрывали резным узором — или простые точки и схематические листья, или же в сложные рисунки с изображением единорогов, борющихся с драконами, различных химер и цветов. Это было оружие длиной до 170 сантиметров и весом около 3 килограмм. Для сравнения — вес стрелецких бердышей был около 1,5 кг.
С конца XV века бердыши применялись в Швеции. Имели хождение и в других странах. В Польше в качестве оружия пехоты они были введены в 1674 году и вскоре вытеснили сабли. В начале XVIII века они вышли из употребления.
- Шведский мушкетёр
- Из Олеария. Русский стрелец или мушкетёр

## Техника применения
Бердыш носился на ремне за плечами военнослужащего. Стрельцы использовали бердыш при стрельбе вместо подсошек для опоры дула ручного огнестрельного оружия.
Приёмы работы бердышом, несмотря на различия в креплении лезвия к рукояти, были близки приёмам обращения с западноевропейским древковым оружием вроде фальшарды, глефы, кузы, алебарды или японскими нагинатой и нагамаки, но были более разнообразными. Он подходил для размашистых рубящих ударов, а также мог эффективно использоваться для защиты. Острая заточка позволяла наносить режущие удары. Основываясь на конструкции оружия, историки полагают, что оно могло использоваться и для нанесения колющих ударов острым концом. Согласно свидетельствам современников, бердыши, как массовое и недорогое оружие, широко применялись не только стрельцами, но и простым народом.

## Отзывы современников
О массовом использовании бердышей стрелецким войском и пехотой при Алексее Михайловиче сообщает под 1661 годом посол Священной Римской империи Августин Мейерберг:
В старину Великие Московские князья обыкновенно вооружали на неприятеля одну только конницу, а ныне Алексей пользуется совсем другим способом: узнавши по опыту, что в пехоте больше силы, вводит в сражение великое число пеших солдат из стрельцов и набранных вольноопределяющихся, вооруженных ружьями, мечами или шпагами и серпообразными секирами.

О применении стрельцами бердышей в русско-польской войне 1654—1667 годов, при переправе польско-литовской конницы через реку (1660) писал польский шляхтич Ян Пасек: 
Жестокая тут настала резня в этой толпе, а наиболее ужасны были бердыши; через четверть часа однако не вышел никто из них из этого смешения, а высекли их так, что и один не ушёл, поскольку остались в чистом поле, говорили, их было около 100. Из наших тот, кто полёг, тот лежал, а кто остался — тот страдал от ран; подо мной коня гнедого пулей ранили в грудь, порезали бердышом лоб, а также колено. Ещё бы он мне послужил, если бы не эта коленная рана, поскольку я был удачлив до коней в войске.

В «Сказании» Авраамия Палицына зафиксирован случай при Троицкой осаде: 
Один из таких, некий податной человек из села Молокова, крестьянин, называемый Суетою, великий ростом и очень сильный, над которым посмеивались всегда из-за его неумения в бою, сказал: «Пусть я умру сегодня, но буду всеми прославлен!» В руках он держал оружие, бердыш. И укрепил Господь Бог того Суету, и дал ему бесстрашие и храбрость; и он понуждал православных христиан прекратить бегство, говоря: «Не убоимся, братья, врагов Божиих, но станем с оружием твердо против них!» И сек бердышом своим врагов с обеих сторон, удерживая полк Александра Лисовского; и никто ему противостать не мог. Он быстро, как рысь, скакал и многих тогда вооруженных и в броне поразил. Многие же крепкие воины встали против него, чтобы отомстить за позор, и жестоко на него наступали. Суета же сек по обе стороны; не выдавая его, пешие люди, прекратив бегство, укрепились за надолбами.

Другого плана отзыв о бердышах сообщает Юрий Крижанич в 1663 году: 
Здесь на Руси я вижу бердышников или бердышный строй: когда посылают в бой пехотинцев с одними лишь брадвами или бердышами без иного оружия. Не знаю, есть ли где ещё на свете такой обычай, и думаю, что строй этот выдуман из-за недостатка сабель и мечей или хорошего железа. А оказывается этот строй мало полезным, ибо те бердышники не могут биться на расстоянии, так как из-за бердышей не могут носить ни луков, ни пищалей. А в ближнем бою они могут лишь ударить с размаху, а не проколоть и не проткнуть и не могут бердышом ни дров нарубить, ни окопаться, ни срубить острога.
Такая же оценка бердышей содержится в записке И. Т. Посошкова «О ратном поведении» (1701):
И во многих местех воспоминаютца в писании мечи обоюдные и изощренные, а не тупые, тупого оружия ни в каковых писаниях не обретается, яко же прежде у нас обреталось бердыши, остреем подобны косарю тупому, и кованы ис простого железа без укладу, сабли железные ж и тупые, что ни бердышем, ни саблею, и платья прорубить невозможно было…
- Бердыш в живописи XIX — начала XX века
- Гравюра Поца, с оригинального рисунка Коверзнева: «Битва князя Пожарского с гетманом Ходкевичем под Москвой», 1910 год. (Справа — воин с бердышом)